# Hans Bollongier
Hans Gillisz. Bollongier of Boulenger (Haarlem, ca. 1600 – aldaar, na 1645) was een Nederlands kunstschilder behorend tot de Hollandse School. Hij was gespecialiseerd in bloemstillevens.
Hij woonde en werkte in Haarlem. Hij was een van de weinige schilders van bloemstillevens in die stad. Van hem zijn echter ook enkele genrestukken bekend. Hij had een zeer persoonlijke stijl, die onder meer gekenmerkt wordt door een sterke licht-donker tegenstelling (zie clair-obscur).
- Bibliothèque nationale de France: cb149700550 (data)
- Biografisch Portaal: 43123568
- Digitale Bibliotheek voor de Nederlandse Letteren: boll017
- International Standard Name Identifier: 0000 0000 0225 4187
- KulturNav: fa9a773b-c6d8-4e99-9425-ad75debd6c34
- RKD-Nederlands Instituut voor Kunstgeschiedenis: 10161
- Museum of New Zealand Te Papa Tongarewa: 61633
- Union List of Artist Names: 500017169
- Virtual International Authority File: 56883813